# Journal of Physics
A Journal of Physics egy lektorált fizikai szakfolyóirat-család. Kiadója az IOP Publishing.

## Folyóiratai
| Folyóirat                                                   | Időszak   | Témakör                            | Impaktfaktor (2015) |
| ----------------------------------------------------------- | --------- | ---------------------------------- | ------------------- |
| Journal of Physics A: Mathematical and Theoretical          | 1968–     | elméleti fizika                    | 1.933               |
| Journal of Physics B: Atomic, Molecular and Optical Physics | 1988–     | atom- és molekulafizika, optika    | 1.833               |
| Journal of Physics C: Solid State Physics                   | 1968–1988 | szilárdtestfizika                  | -                   |
| Journal of Physics D: Applied Physics                       | 1968–     | alkalmazott fizika                 | 2.772               |
| Journal of Physics E: Scientific Instruments                | 1923–     | méréstechnika                      | -                   |
| Journal of Physics F: Metal Physics                         | 1971–1988 | fémek fizikája                     | -                   |
| Journal of Physics G: Nuclear and Particle Physics          | 1973–     | mag- és részecskefizika            | 2.448               |
| Journal of Physics: Condensed Matter                        | 1989–     | kondenzált anyagok fizikája        | 2.209               |
| Journal of Physics: Conference Series                       | 2004–     | konferenciakiadvány                | -                   |
| Journal of Physics Communications                           | 2017–     | szabad hozzáférésű online kiadvány | -                   |
| 1. 2. 3.                                                    |           |                                    |                     |